# 河内家菊水丸
河内家 菊水丸（かわちや きくすいまる、1963年〈昭和38年〉2月14日 - ）は、日本の芸人、伝統河内音頭継承者、音頭取り。
新聞詠み（しんもんよみ）河内音頭家元の肩書きでも活動していた。本名は岸本 起由（きしもと きよし）。
吉本興業所属。父は師匠でもある音頭取りの河内家菊水、母はピアノ講師。
大阪府八尾市出身。
現在は京都府相楽郡南山城村に在住。此花学院高等学校（現在の大阪偕星学園高等学校）卒業。
「音頭取り」としての活動と並行しながら、一般社団法人・日本ストリートダンス認定協議会の特別講師 や、同府「八尾の魅力大使」「池田音頭大使」「河内音頭記念館 館長」「宝塚市大使」「葛城市相撲館 名誉館長兼観光大使」「南山城村PR大使」「大阪府太陽の塔内部再生事業 広報担当アンバサダー」などを務める。大阪芸術大学教養科の客員教授である。

## 経歴
1963年2月14日に大阪警察病院で出生。1972年9月に9歳で東大阪市弥刀東で初櫓に上がる、小学1年の時に両親が離婚した。
小学生の頃から盆踊りの櫓で太鼓等を演奏し、高校時代は浪曲の初代京山幸枝若の伴奏や生駒一や天童よしみのバックで太鼓とギターを担当していたこともある。
吉本興業に所属し、1980年のなんば花月が初舞台であるが、デビュー前は心酔していた松竹芸能の劇場で活躍していた鉄砲博三郎門下の生駒一の元に足を運び、河内音頭の口説き（舞台芸としての音頭）のいろはを学んだほか、新世界新花月でも生駒一のギター伴奏を務めていた。
1984年、『新聞詠み』（新聞をもとに音頭取りが臆測や自分の意見を入れて歌う、河内音頭の一流派）を復活させ、以来大阪を拠点に歌う。
エレキギター、シンセサイザーなどを用いて、「グリコ・森永大事件」や「阪神タイガース日本一音頭」（以上は『菊水丸の河内音頭秘蔵コレクション』収録）、「大リクルート事件・江副浩正半生記」や「豊田商事最後の日・永野一男一代記」、「天才漫才師・横山やすし物語」、「浪花の喜劇王・藤山寛美青春編」、「美空ひばり物語」（以上は『河内家菊水丸大全集』収録）、「アントニオ猪木一代記」（『新聞詠み河内音頭 バッド・ニュース アントニオ猪木一代記』収録）など、世相・事件を題材にした曲を発表した。1984年、グリコ・森永事件の犯人が書いた「江崎グリコゆるしたる」という江崎グリコへの脅迫終結宣言にメロディをつけた曲「グリコ事件終結宣言音頭」（上記の「グリコ・森永大事件」とは異なる曲）をカセットテープで発売した。そのテープは1994年時点で約1万5000本を売り上げ、『おはよう!ナイスデイ』に菊水丸が出演した際にも歌った。この曲を作った際、脅迫終結宣言のメモ書きを道に落としたことにより警察からグリコ森永事件の犯人と疑われ取り調べを受けたことがあるとラジオ番組で告白した。
1990年代前半は海外でのライブも多く、イラク、北朝鮮、ソ連、エジプト、ギリシャ、イタリア、チュニジア、フランス、キューバ、ガダルカナル、北方四島・色丹島、東ティモールなどで行っている。イギリスのテレビ局では特集が組まれ、それを見たBBCからも出演依頼が来た。音楽番組「イースタン・ヒット」に出演した。
1991年、リクルートのアルバイト情報誌「フロム・エー」のテレビCMソング「カーキン音頭」が同年12月時点で8万枚以上、累計では公称20万枚以上を売り上げる大ヒットとなり、全国区に進出した。過去にリクルート事件をモチーフにした曲を発表した経緯があるが、同社刊行のアルバイト求人誌「フロム・エー」の仕事を受けるという事態となった。またCMが関東ローカルだったこともあり、地元大阪では「なんで菊水丸が急に売れ始めたのか?」と疑問に思った人も多かったという。同年12月、ソ連崩壊直前に、「TBSラジオ開局40周年記念スペシャル 地球の鼓動つたえたい 秋山豊寛と河内家菊水丸のロシア見聞録」の企画で赤の広場で、本曲を使用したゲリラライブを敢行した。これはこの年にミハイル・ゴルバチョフ大統領が監禁されたことによる。この模様は後日、TBSテレビほかの筑紫哲也 NEWS23でも金曜第2部で放送された。
音楽・お笑い・政治を融合した新聞詠み河内音頭という横断的なジャンルであったため、全国区進出後は出演番組も「ミュージックステーション」「NHK紅白歌合戦」などの歌番組、「さんまのまんま」「笑っていいとも」「徹子の部屋」「ライオンのごきげんよう」などのトーク・バラエティ、「朝まで生テレビ!」「おはよう!ナイスデイ」などの政治・ニュース番組などと多岐にわたった。
1998年、東大阪市の架空住民登録容疑事件に絡み逮捕された市長の進退をめぐり、市役所前で「東大阪市長　やめさらせ!音頭」を披露した。
2002年、日韓ワールドカップの日本対チュニジア戦で国歌斉唱の依頼があったが、辞退したため各紙で物議を醸した。辞退理由として「僭越である」と述べた。結局この試合の君が代は演奏のみとなった。
2006年8月19日、大阪府貝塚市での盆踊りで、「通算8,888櫓」を達成する。
2005年→2006年、2006年→2007年、2007年→2008年は兵庫県洲本市の商店街「コモード56」で年越しを迎えた→「ニューイヤーフェスティバル」。
2007年の「YOSHIMOTO DIRECTOR'S 100 〜100人が映画撮りました〜」では、自身の少年期を描いた「田中徳三監督 少年河内音頭取り物語」で、クレジット上ながら映画監督デビューを果たした。実際には、田中徳三監督の作品（「座頭市」「悪名」など）が好きだったことから、タイトルにある通り大部分の撮影を田中徳三に依頼。また、キャンディーズ時代からのファンだった縁で、田中好子の出演を実現させた。田中徳三は公開直後の12月27日に逝去し、事実上の遺作になった。
2007年11月1日、パーソナリティーを務める、MBSラジオ「さてはトコトン菊水丸」により自身のMBSラジオでのパーソナリティ出演が「冬眠返上菊水丸」から数えて1,800回を迎えた。
2007年11月30日、自身初となる中国・上海公演に菊水丸一座で出発。メインパーソナリティを務める、MBSラジオ「さてはトコトン菊水丸」は前日に録音したものを放送。連続出演記録は出発式を行った関西国際空港より電話出演でつないだ。
2008年4月15日、大阪芸術大学芸術学部芸術計画学科客員教授（日本文化史）に就任。5年間務める。現在は教養科の客員教授。
2009年2月3日に「さてはトコトン菊水丸」を3月27日で終了することを発表し、盆踊りシーズンが終わる9月末で「新聞詠み河内音頭家元」を返上することを同時に発表した。番組を担当していた10年間はMBSに近いホテル阪急インターナショナルに10年間住んだという。以降は「伝統河内音頭継承者」という肩書きで、河内音頭の音頭とりとして伝統の保存と継承に専念する。公式ブログを開設し、古い節回しの発掘、他流派の師匠連への稽古通いなどをしながら、ブログで近況を報告している。
2009年8月23日、衆議院議員総選挙をネタにした新聞詠みを発表。この時点では、「新聞詠みとしての最後の作品」としていた。しかし、東日本大震災発生後の2011年6月に、「新聞詠みネタ」の封印を自ら解くことを表明。8月22日に兵庫県姫路市で開かれた「姫路ゆかたまつり」へ出演した際に、同震災からの復興を祈願する目的で、「姫路から、がんばろう日本音頭」を披露した。同曲については、CDも制作。売上金の一部を、被災地域への義援金に充てることを表明していた。
2012年7月、八尾市にオープンした河内音頭記念館の館長に就任。11月より、同所にて自身の企画構成による河内音頭セミナーを月1回のペースで開催している。
2012年10月に受診の人間ドックで、甲状腺乳頭癌発症の疑いが浮上し、精密検査で甲状腺で発症した癌細胞が気管やリンパにも転移していることが判明したため、12月25日に癌細胞を摘出する手術を受けた。一時は発声が危ぶまれたが、退院後は体調を考慮しながら、2013年春から音頭取りとしての活動を再開し、吉本興業創業100周年記念「吉本百年物語」で本格的に復帰した。
2015年、芸能生活35年目記念のシングル曲「本日は晴天なり」を、6月24日によしもとアール・アンド・シーから発売。同月28日には、盆踊りの出陣式・同曲のお披露目を兼ねて、芸能生活35周年記念パーティーを開催した。また、母校の大阪偕星高校硬式野球部が全国高等学校野球選手権大会に大阪府代表として初出場を決めたことを受けて、7月31日には「大阪偕星学園応援音頭」を即興で制作している。

## 人物

### 芸人として
- 盆踊りシーズンは多忙を極め、分刻みのスケジュールで各地を飛び回る。それを見た月亭八方が「菊水丸は太鼓の中に札束を隠している」とネタにし、逆に月亭八方に対して「八方師匠は座布団の中に札束隠してはる」と反論した。
- 1998年、吉本の先輩で、当時吉本から離れていた松本竜助を「河内家ピンポン丸」の芸名で菊水丸一門に迎え、弟子として面倒を見た[27]。菊水丸は竜助から若手時代に世話になり、その当時事業失敗等で窮状にあった竜助を救済する行動だったが、無断欠勤や遅刻を繰り返すピンポン丸を見かねて早々に破門している。ただ、破門後は師弟関係ではなくなった為、その後生前の竜助に対するコメントを出す際は、自身は後輩として礼を失しない態度で接していた。
- 2011年6月15日には、漫才師としての活動のかたわら、1年間弟子として修業を積んできた鰻和弘（銀シャリ）に、「河内家上り丸（のぼりまる）」を襲名させた[28]。かつては、立原啓裕に「疲労丸」、ハイヒールリンゴに「化粧濃い丸」、酒井法子に「のり丸」、かとうかずこに「かと丸」、小泉今日子に「キョンキョン丸」、観月ありさに「あり丸」という芸名を付けている。

### コレクターとして
- 物集めが子供の頃から好きで、牛乳瓶の蓋やめんこ（べったん）などを集めていた。 今では上方演芸の資料全般（音頭、漫才、落語、浪花節、講談など）を集め、書籍、CD、DVD、レコードや自身が紹介された雑誌、新聞記事のスクラップなど幅広い。楽屋に貼ってある出番表などの貼り紙も日常の資料として残している。「さてはトコトン菊水丸」を放送していた時期には、閉鎖直前の毎日放送千里丘放送センターから、貴重な放送音源やレコードを次々と発掘。同番組や「お宝ハンター菊水丸」という特別番組で、数回にわたって放送した[29]。
- 飲みかけの清涼飲料水のペットボトル、噛んで味が無くなったガムなど、漫画家のやくみつると同様に、有名人が使用した変わった物を収集することも趣味としていた。サダム・フセイン・イラク元大統領からもらったとされる壷、エリツィン・ロシア元大統領からもらった目覚まし時計（但し時間が来ても鳴らない。なぜなればロシアンタイムだから）もその中に含まれる。2008年のくいだおれ閉店直前に、名物の人形（くいだおれ太郎・次郎の人形）の扱いが話題になった際には、一番に人形の買い取り先候補に名乗りを挙げている。しかし、買い取りは実現しなかった。
- なんば花月の閉館直後には、同劇場で使われていためくり（出演芸人の名が記された大きな札、島田紳助・松本竜介だけは長原成樹の元相方が持ち帰った）の大半を、劇場側の許可を得たうえで自身の分も含めて運び出した。このめくりについては、芸人による落書きが裏面に残っていることから、現在では演芸関係の資料として高い評価を受けている。「さんまのまんま」でも、明石家さんまの劇場出演当時のめくりを披露した。また、映画「少年河内音頭取り物語」（前述）の撮影を依頼した田中徳三の逝去後には、遺族から過去の作品の脚本を譲り受けた。
- 芸能界でも有数の、1970年に大阪・千里丘陵で開催された日本万国博覧会（大阪万博）の関連グッズのコレクターでもある。大阪万博の包装紙、記念切符、ソノシート等々を保有している。
- 2007年4月には、大阪・日本橋の商業施設「おたくの殿堂」（2008年5月に閉店）内に、自身のコレクションの一部を展示する「河内家菊水丸の総額1億円 あっと驚く秘宝館」を期間限定でオープン。「札束を隠している」という噂やネタの元になった太鼓や、前述のめくりも飾られた。ただし、めくりの一部については、落書きの内容が過激なため裏面を公開しなかった。また、2008年には、不祥事で一時閉店していた船場吉兆の営業再開日に同店を訪問。居並ぶ報道陣を前に、「おいしかったですよ」と料理の感想を述べた[30][31]。

### 好角家として
- 高校時代には、当時校内で優勢だった相撲部に在籍。現在も好角家として有名で、相撲関係者の知り合いも多く、『九代目横綱』という持ちネタもある。また、同曲のモデルである秀ノ山雷五郎の故郷・宮城県気仙沼市が東日本大震災で甚大な被害を受けたことから、発生年の2011年からは被災地で毎年8月に開かれる「三陸海の盆」に関西から参加。被災地での郷土芸能の復活に向けて、参加のたびに「太鼓正」製和太鼓を寄贈している[32]。
- 貴乃花と親交があり、貴乃花の相撲協会退職後に組織された貴乃花応援会の発起人の一人でもある[33]。その立場から2019年10月に貴ノ富士が二度目の暴力事件による引責引退をしたときにはスポーツニッポンに寄稿し、貴ノ富士が一回目の暴力事件を起こしたことで貴乃花が協会内での立場を失くし、屈辱的な平年寄への降格の末に退職したことは重大な事と指摘した。被害者への謝罪より先に弁護士を立てて協会と争う構えも見せた貴ノ富士の対応について「立つ鳥跡を濁して去って行きました」と厳しく批判している[34]。

### プライベート関連
- 21歳で結婚して娘と息子を授かったが、後に離婚した。離婚後は長らく独身生活を送っていたが、甲状腺乳頭癌手術後の2013年7月に、松竹芸能所属のタレント・高橋知裕と再婚したことをサンケイスポーツが報じた。吉本興業・松竹芸能の所属タレント同士が結婚するのはこれが初めてとされている[35]。
- 1973年7月21日から日記を毎日書き続けている。明石家さんまと初めて出会った日の事も日記に記してある。日記の分量は一日で400字詰め原稿用紙二枚分にも及ぶという。今ではブログに移行したが、日記帳を付け出した小学校5年生の時から書式は変わらない。なぜ書き出したかというのは本人も判らないが、書き出した日が1973年7月21日、初めて盆踊りの櫓で歌ったその晩から始まっている。そこから1日たりとも日記を休んだことがない。

### エピソード
- 1994年、当時失踪騒ぎを起こしていた元女流棋士林葉直子をラジオで「ドバイの空港で見かけた」と発言[36][37][38]。後に姿を現した林葉自身がそのことを明確に否定した[39]。
- オールスター感謝祭（TBS）には一時期、毎回解答者として出演していたが、わざと狙ったかのように予選落ち（一番遅く正解した解答者が失格になるルール）することが多く、そのことは番組の内外でよくネタにされていた。
- 2009年に、月ケ瀬ニュータウン近隣の養豚場の悪臭問題対策の遅れへの抗議として、大阪府八尾市にふるさと納税をしたことが話題となった[40]。

## スポーツと平和の祭典
1990年、イラクのサダム・フセイン大統領が、イラク国内の在留外国人の出国を禁止したことにより、現地の日本人は事実上の人質となったが、外務省の人質解放交渉は進展をみなかった。そこで同年12月、アントニオ猪木が被害者家族を率いて、イラクでスポーツと平和の祭典を開催するという趣旨のもとイラクへ向かうことになる。
当時の菊水丸のマネージャーが猪木と知り合い、なんばグランド花月での興行を持ち掛け、実現した同年7月の興行の前座で菊水丸が歌ったのが縁であるという。猪木は祭典の日本の伝統音楽の部門を担当し、現地のイラク人や日本人の前で河内音頭を披露した。祭典は結果として無事に終わり、猪木とフセインの協議のすえ日本人人質は戦争が始まる前に解放された。なお、この祭典において菊水丸は大統領から金色の壺を直接手渡されている。
身の危険を覚悟していた菊水丸は、1990年末イラクへ発つ前に生命保険に加入しようとしたが、危険性が高すぎるということで、どの海外臨時保険会社にも断られた。その1か月後の1991年1月に湾岸戦争が始まっている。
フセインが処刑されたとき、処刑されたのは本物のフセインなのか否か（フセインに整形した影武者ではないか）と議論になったが、各メディアの取材に対して菊水丸は「間違いなく本物です」と答えている。
イラク滞在中にはバビロンの遺跡も見学した。

## 受賞歴
- 1992年 第10回「咲くやこの花賞」大衆芸能部門

## 出演

### テレビ
全て過去。
- ラジオDEごめん（中京テレビ）
- ウッチャンナンチャンのやるならやらねば!（フジテレビ）
- オールスター感謝祭（TBS）
- まんが日本史（NHK教育）
- ナイトinナイト「クイズ!紳助くん」（朝日放送）
- とっぴもナイト（KBS京都）
- 歌の楽園（テレビ東京、2011年1月23日）出演
- 出張なんでも鑑定団（テレビ大阪、2018年２月４日）出演

### ラジオ
全て過去。
- フレッシュ9時半!キダ・タローです（ABCラジオ）
- 河内家菊水丸のスーパーギャング（TBSラジオ、1991年7月 - 1992年3月、火曜1部）
- おはようプロレス（ラジオ大阪）
- どんどん歌謡曲 弁天町からきかせやしよう(ラジオ大阪)
- 以下はいずれもMBSラジオの番組
  - ごめんやす馬場章夫です
  - MBSヤングタウン（明石家さんまと一時共演）
  - 冬眠返上菊水丸（「さてはトコトン菊水丸」の前身番組）
  - さてはトコトン菊水丸
  - 朝はトコトン菊水丸
- Changeの瞬間 〜がんサバイバーストーリー〜 （2020年9月6日・13日、朝日放送ラジオ）[46]

### 映画
- ファンキー・モンキー・ティーチャー
- サラリーマン専科 単身赴任
- パチンコ無宿
- パチンコ物語〜浪花の勝負師〜
- 難波金融伝・ミナミの帝王（劇場版）

### アニメ
- 一本包丁満太郎（笑月亭松之助）

### CM
- リクルート「フロム・エー」
- 紀陽銀行
- 明石淡路フェリー（たこフェリー）
- 天下一品（京都のラーメン店。関西を中心に全国に支店がある）[47]

### ビデオ
- 河内家菊水丸の河内音頭の楽しみ方

### パチンコ
- 「オロチョンパ」（SANKYO、1992年）

数あるパチンコ機の中で、芸能人をモチーフとしたタイアップ機第1号でもある。

## レコード・CD

### シングル
- 河内音頭で夜をぶっとばせ／悪霊退散（1986年7月21日、フォーライフ・レコード、7K-233）
- カーキン音頭〜フリーター一代男（1991年）
- 藤山寛美一代記〜阿呆千両（1991年）
- オロチョンパ（1991年）
- ラヴ（1991年）
- 天使の贈り物（1991年）
- オロチョンパ〜勝負一発編〜（1992年）
- タイガースV音頭（1992年）
- エイズ音頭（1993年）
- ホレホレハレハレ（1994年）
- ヨコヅナいっぽん!（1994年）
- 新聞詠み河内音頭 一念開花 戸毛秀雄半生記〜少年時代編〜（1999年）
- 野村阪神優勝音頭（1999年）
- 新聞詠み河内音頭 今年こそ!野村阪神優勝音頭（2000年）
- 三度目の正直 野村阪神優勝音頭（2001年）
- 姫路から、がんばろう日本音頭（東日本大震災の復興支援活動の一環として制作）
- 河内鋳物師物語
- HULA音頭
- 人生航路（大島優子の『恋の長瀬川』カップリング曲）
- 本日は晴天なり（2015年、芸能生活35周年記念シングル）

### アルバム
- 明石家さんま物語（1987年。後に、歌詞の著作権問題で裁判になる）
- バッド・ニュース（1991年）
- HAPPY（1991年）
- 新聞詠み河内音頭 バッド・ニュース アントニオ猪木一代記（1991年 / Bad News Records / 規格品番：BNCD91117～8。2002年 / Bad News Records / 規格品番：BNCL-1003～4）
- 新聞詠み・古典 河内音頭ネタ十八番(第1集〜第3集)（1991年〜1992年）
- 河内家菊水丸の真説・河内十人斬り(前・中・後)（1991年）
- 菊水丸の河内音頭秘蔵コレクション（1992年）
- 月刊「櫓」(5月号〜7月号)（1992年）
- 音頭は地球を救う〜菊水丸 ミーツ ブレイヴ・コンボ（1993年）
- ホレホレハレハレ（1994年 / Chance Records / 規格品番：COCA-11556。2010年 / 日本コロムビア / 規格品番：CORR-10644）
- 念仏の元祖 法然上人一代記（1997年頃）
- 河内家菊水丸大全集（2001年）
- 河内家菊水丸の河内音頭 新聞詠み・古典ネタ選抜四席（2001年）
- 河内家菊水丸 河内音頭秘蔵コレクション(1〜9)（2008年以後、1年に一度のペースで発売）
- 正調江州音頭と伝統河内音頭/夢の競演（「二代目桜川富士丸/河内家菊水丸」名義）

## 書籍

### 単著
- ぼく岸本!!菊水丸の発禁見聞録（K2種出版 1992.8）
- 総額一億円あっと驚く秘宝伝（リトルガリヴァー社　1997.7）
- 河内謎とき散歩（廣済堂出版 2000.7）
- 河内家菊水丸の世界まんゆう記（第三書館, 2001.7）
- 唄う爆弾30連発!河内家菊水丸の新聞詠み河内音頭（集英社, 2001.7）
- 菊水丸の芸能交遊録（人間社, 2001.8）
- 秘宝の館大全集1?（燃焼社, 2006.7）
- 音頭ボーイ（ワニブックス 2008.8）

### 共著
- 日本一あぶない音楽 河内音頭の世界（全関東河内音頭振興隊編 JICC出版局 1991.8）
- ケロと菊水丸の笑撃プロレス塾 「おはようプロレス」活字版（ラジオ大阪編成局編 三一書房 1994.11）

## その他
- 菊水丸の墓標慕情（毎日新聞）

## 関連人物
- 田中康夫 -「かつては親密な仲だったが、（『さてはトコトン菊水丸』放送期間の途中から）没交渉関係に入っている」とされていた。田中本人によれば、「その事実はなく、現在に至るまで菊水丸と仲は良い。2015年には、桂米朝の葬儀にも一緒に参列した」とのこと[48]。